# 랴오둥 수비군
랴오둥 수비군(일본어: 遼東守備軍 료토슈비군[*])은 랴오둥반도에 있었던 일본 제국 육군의 군이다.

## 역사
1904년 8월 14일에 청일 전쟁에서 승리하여 점령한 라오둥 반도의 수비 및 군정청군으로서 창설되어 뤼순커우, 다롄, 진저우에 군정청을 설치하였다. 1905년 4월 27일까지 만주군 소속이었다.

## 부대
- 임시전신대
- 병참사령부 (11개)
- 후비보병 제33연대
- 후비보병 제48연대
- 후비보병 제4여단
- 후비보병 제15여단
  - 후비보병 제54연대
  - 후비보병 제57연대
  - 후비보병 제49연대

## 같이 보기
- 랴오둥반도 반환 조약
- 웨이하이 점령군
- 우한 방위군
- 칭다오 수비군